# Avi Gabbay
Pour les articles homonymes, voir Gabbay.
Avraham « Avi » Gabbay (hébreu : אַבְרָהָם "אָבִי" גַּבַּאי), est un homme d'affaires et un homme politique israélien, né le 22 février 1967. Membre du parti centriste Koulanou, il est ministre de la Protection environnementale de 2015 à 2016, dans le quatrième gouvernement Netanyahou. Il rejoint ensuite le Parti travailliste israélien, dont il est président de 2017 à 2019.

## Biographie

### Origines
Il naît à Baka, un quartier du sud de Jérusalem. Ses parents sont d'origine marocaine.

### Carrière professionnelle
Après son service militaire dans le renseignement, il obtient un MBA de l'université hébraïque de Jérusalem.
Il fait d'abord carrière dans l'entreprise Bezeq, où il entre en 1999 et dont il est nommé PDG en 2007. Il quitte l'entreprise en 2013. Avec son travail chez Bezeq, il devient millionnaire.

### Parcours politique
En 2014, il entre en politique en faisant partie des fondateurs du parti de centre et centre-droit Koulanou. Le parti présente des candidats aux élections législatives de 2015 et obtient 10 sièges à la Knesset, mais Gabbay n'est pas élu. 
Il entre toutefois dans le quatrième gouvernement Netanyahou à la fonction de ministre de la Protection de l'environnement. Pendant son mandat, il fait passer une loi qui rend payant les sacs plastiques dans les supermarchés, fait enlever un réservoir d'ammoniac de la baie de Haïfa et fait réduire les émissions de polluants des centrales électriques. En mai 2016, il démissionne du gouvernement Netanyahou pour protester contre la nomination d'Avigdor Lieberman, chef du parti nationaliste Israel Beytenou, à la fonction de ministre de la Défense .
En décembre 2016, Avi Gabbay rejoint le Parti travailliste et se présente à l'élection au poste de président du parti qui se tient en juillet 2017,. Il obtient en particulier les soutiens des anciens présidents du parti Shelly Yachimovich et Ehud Barak. Il se qualifie pour le second tour avec 27 % des 52 000 électeurs, éliminant le président du parti sortant, Isaac Herzog. Pour le second tour, il fait face à Amir Peretz, lui aussi un juif d'origine marocaine, qui a obtenu 32,7 % des voix au premier tour,,. Gabbay l'emporte avec 52 % des voix et une participation de 59 %,.
En septembre 2017, Gabbay obtient une réforme du Parti travailliste qui lui donne la possibilité de placer quatre candidats de son choix dans la liste du parti pour les élections législatives. La réforme prévoit également que le chef du parti contrôle désormais les finances du parti et que c'est lui seul qui nomme les ministres qui participent au gouvernement, le chef de l'opposition à la Knesset et les membres des commissions à la Knesset.
Lors des élections législatives d'avril 2019, le Parti travailliste obtient 4,4 % des voix et six députés à la Knesset, son plus mauvais score historique. Gabbay se met en retrait de la politique et ne se représente donc pas à l'élection pour la direction du parti de juillet 2019. Amir Peretz est élu président du parti,.